# Pardulf von Gueret

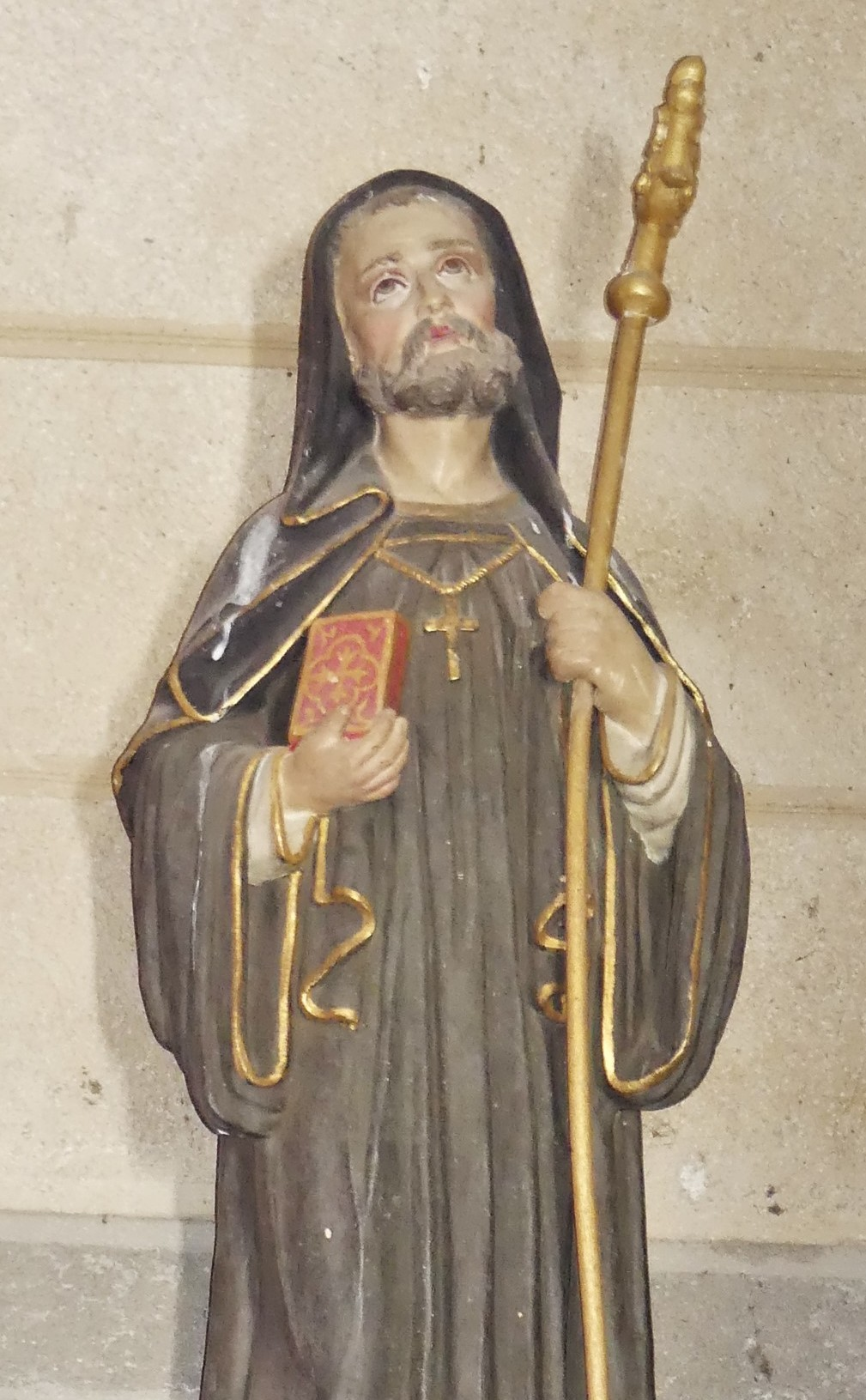
St. Pardulphus

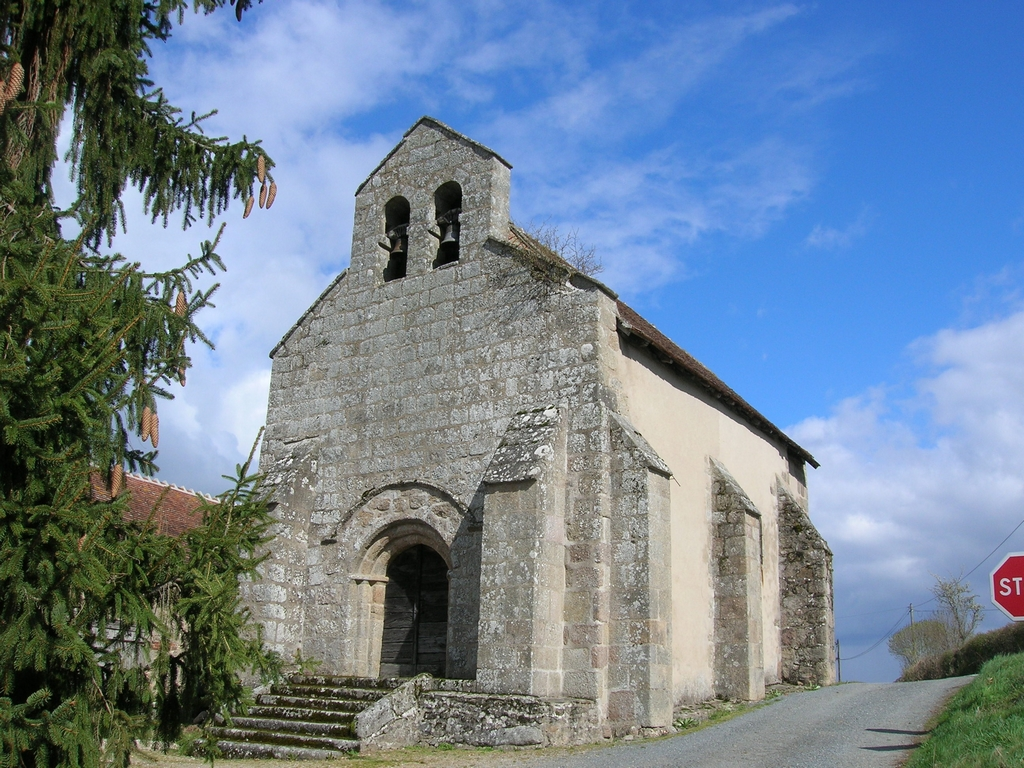
Kirche St-Pardoux bei Archignat, Allier

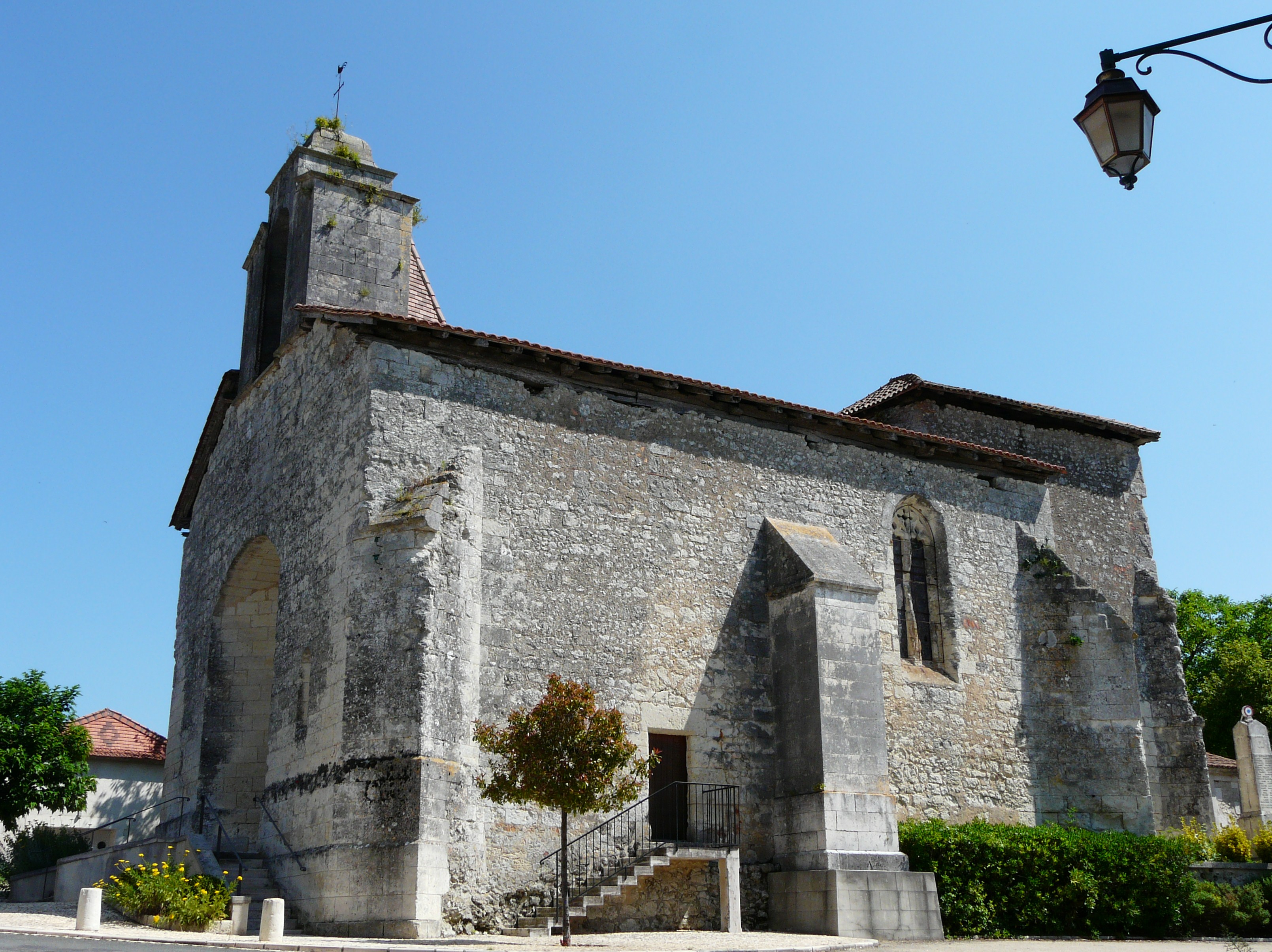
Kirche St-Pardoux in Saint-Pardoux-de-Drône

Pardulf von Gueret (französisch: Saint-Pardoux oder Saint-Pardulphe; * um 657 in Sardent; † um 740 in Guéret?) war ein frühmittelalterlicher Einsiedler und späterer Abt des Klosters von Guéret. Er wird vor allem im Süden Frankreichs als Heiliger verehrt; sein Gedenktag ist der 6. Oktober.

## Vita
Mehrere in etwa gleichlautende Heiligenviten sind bekannt; die wichtigste Grundlage seines Lebens und Wirkens bildet jedoch die Acta Sanctorum der Bollandisten aus der Mitte des 17. Jahrhunderts. Ihnen zufolge war Pardulfus ein Bauernjunge oder das Kind eines Knechts. Als Kind wurde er vom Ast eines umstürzenden Baumes am Kopf getroffen und erblindete kurzzeitig; dadurch erlebte er aber auch eine innere seelisch-moralische Wandlung – er lebte fortan als Einsiedler und als Asket (er aß nur einmal pro Woche und lehnte jede Art von durch Feuer erzeugter Wärme ab). Allmählich begann er mit barmherzigen Taten und wundersamen Krankenheilungen (Thaumaturg).
Ein anderer Text besagt, dass Lantarius, ein mehr oder weniger sagenhafter Graf von Limoges, den als wundertätig verehrten Einsiedler Pardulfus überredete, sich auf seinen Besitztümern niederzulassen. Andere Einsiedler folgten ihm und so entstand an der Stelle der heutigen Stadt Guéret eine Abtei, deren Abt Pardulfus wurde. Die Abtei wurde im 9. Jahrhundert bei einem Überfall der Wikinger zerstört, doch der Ort überlebte.

## Verehrung
Die Reliquien des Heiligen wurden im 10. Jahrhundert angeblich in die Abtei von Sarlat verbracht. Ohne jemals offiziell heiliggesprochen worden zu sein, ist die volkstümliche Verehrung von Saint-Pardoux bereits im 10. Jahrhundert im Bistum Limoges nachgewiesen. Er erscheint in mehreren regionalen Heiligenviten, doch das Martyrologium Romanum nennt ihn nicht. 22 südfranzösische Orte, hauptsächlich in den Départements Creuse und Corrèze sind nach ihm benannt und zahlreiche Kirchen sind ihm geweiht (→ Saint-Pardoux).
Pardulfus gilt als Schutzpatron der Blinden, aber auch die zahlreichen Viehzüchter der Region verehren ihn. Ein Armreliquiar aus dem 13. Jahrhundert befand sich in der Kirche von Sardent; es wird heute im Musée d’art et d’archéologie de Guéret gezeigt.

## Darstellung
Mittelalterliche Darstellungen des Heiligen sind nicht bekannt. Einige neuzeitliche Glasfenster zeigen ihn als Abt.